# Borophagus
A Borophagus (jelentése "mohó evő") a kutyafélék egy fosszilis neme, amely Észak-Amerikában élt a középső miocéntől a pliocén végéig (12-2,5 millió évvel ezelőtt).

## Előfordulásuk
Legősibb fajai Észak-Amerika Csendes-óceánhoz közeli partvidékén tűntek fel. Később elterjedtek az egész kontinensen, északon a mai Kanada határáig, délen pedig Közép-Amerikában is.
A többi kutyaféléhez hasonlóan feltehetően kisebb csoportokban vadásztak, vagy a nagyobb ragadozók zsákmányának maradékait tüntették el. Fosszíliáik meglehetősen gyakoriak, emiatt úgy gondolják, hogy falkáik a csúcsragadozó szerepkörét is betölthették a miocén kor ökoszisztémáiban.

## Megjelenésük
A Borophagusok erőteljes testalkatú, közepes méretű, ragadozók voltak. Fajai az évmilliók során egyre nagyobb termetűek lettek (a fő fejlődési iránytól némileg eltérő B. orc kivételével). A legkésőbbi és legnagyobb Borophagus diversidens testhossza (farok nélkül) meghaladta az 1 métert, marmagassága a 65 centimétert. Testtömegük 20–60 kg között változott. Gerincoszlopuk egyenes, lábaik közepesen hosszúak voltak, testalkata kissé zömöknek volt mondható.
Fogazatuk kimondottan erőteljes, képes lehetett a zsákmányállatok csontjait eltörni. A fogak megerősödésével párhuzamosan arckoponyája megrövidült, homloka felboltosodott, állkapcsa erőteljesebbé vált. A hiénákhoz hasonlóan, legalább részben dögevők voltak.
A Borophagusok feltehetően a Epicyon nem korai képviselőiből származtathatóak. Az Epicyonoktól a széles negyedik alsó előzápfoguk, rövidebb és erőteljesebb állkapcsuk, domborúbb homlokuk és rövidebb de masszívabb végtagjaik különböztetik meg.

## Fajai
A Borophagus nemnek eddig 8 faja ismert:
- Borophagus diversidens Cope, 1892 - típusfaj
- Borophagus dudleyi White, 1941
- Borophagus hilli C. S. Johnston, 1939
- Borophagus littoralis VanderHoof, 1931
- Borophagus orc Webb, 1969
- Borophagus parvus Wang et al., 1999
- Borophagus pugnator Cook, 1922
- Borophagus secundus VanderHoof, 1931

### Fordítás
- Ez a szócikk részben vagy egészben  a(z)   Борофаги című orosz Wikipédia-szócikk ezen változatának fordításán alapul.  Az eredeti cikk szerkesztőit annak laptörténete sorolja fel. Ez a jelzés csupán a megfogalmazás eredetét és a szerzői jogokat jelzi, nem szolgál a cikkben szereplő információk forrásmegjelöléseként.